# Forza Horizon 4
Forza Horizon 4 é um jogo de corrida em mundo aberto desenvolvido pela Playground Games em colaboração com a Turn 10 e publicado pela Xbox Game Studios, que na época do lançamento ainda era conhecida como Microsoft Studios. É o quarto da franquia Forza Horizon e o décimo primeiro da edição Forza. Foi lançado em 02 de outubro de 2018 exclusivamente para Xbox One e Windows 10. Os donos da versão Suprema do jogo tem acesso antecipado de 04 dias.
Em 11 de junho de 2018, a Microsoft anunciou que o supercarro esportivo McLaren Senna, que homenageia Ayrton Senna, será capa do jogo.

## Apresentação

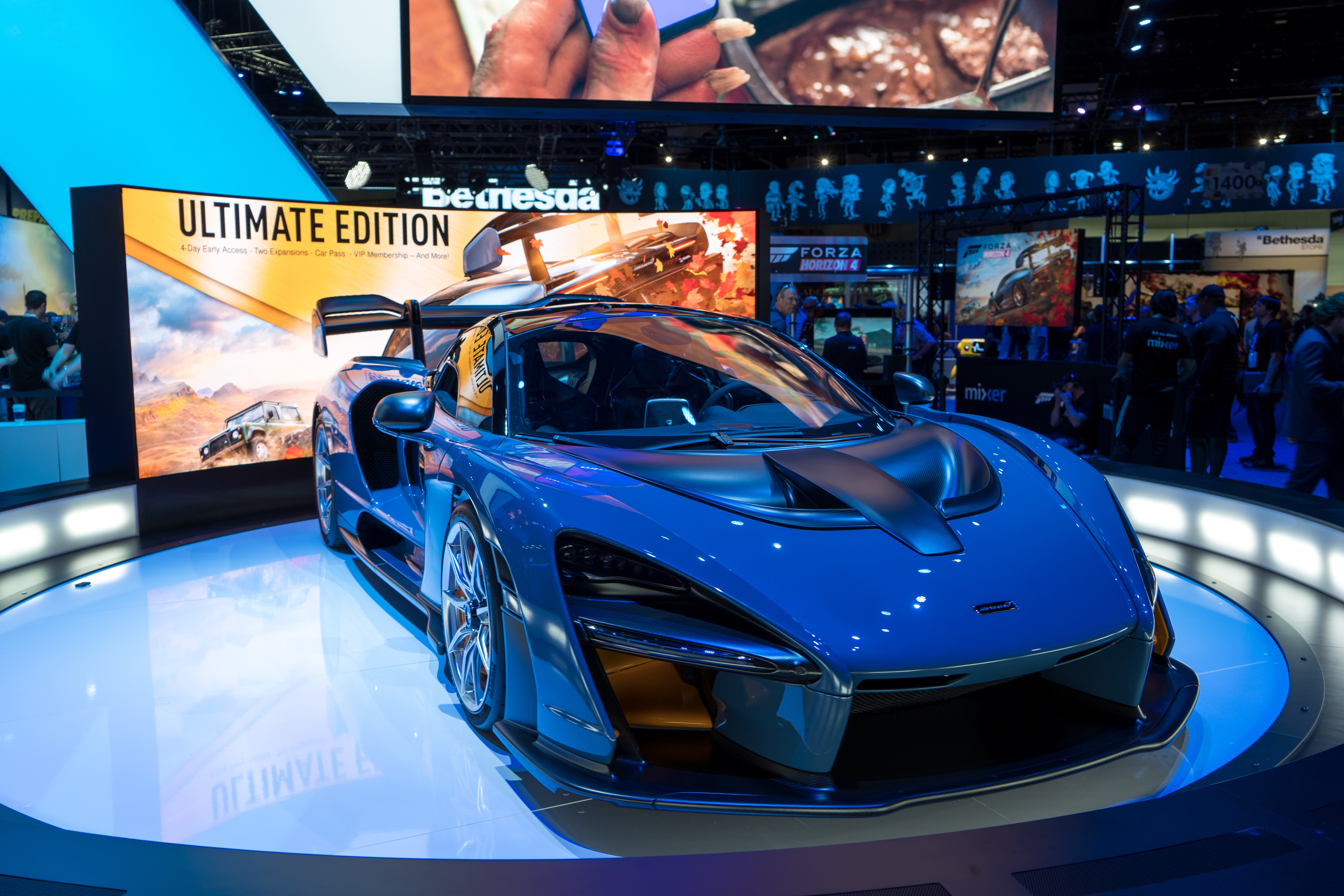
McLaren Senna exposto na feira de jogos eletrônicos E3

Forza Horizon 4 foi oficialmente apresentado na conferência do Xbox na E3 2018. Com um mapa fictício do Reino Unido, Forza Horizon 4 é um dos primeiros jogos a apresentar um sistema dinâmico das quatro estações do ano; Verão, Primavera, Outono e Inverno. Cada estação dentro do jogo durará um semana do nosso calendário real, ou seja a cada uma semana a estação é alterada subsequente, caso o jogador entre em modo cooperativo ou multiplayer de outros jogadores, a estação será sincronizada de acordo com o host. Cada estação tem um impacto diferente na jogabilidade. Algumas áreas do jogo serão acessadas apenas no inverno, como por exemplo, os rios e lagos.
O jogo contará com 450 carros licenciados no lançamento e mais veículos serão adicionado por DLC's que serão lançadas mensalmente.
A proposta é que no modo online livre, o jogo tenha 72 players em cada servidor, os eventos de corridas continuarão com 12 jogadores apenas. Outra novidade é a opção de compra de propriedades, cada jogador pode ter sua propriedade em diferentes locais do mapa. O jogo também terá mais duas novas expansões em DLC's após o lançamento.

## Novidades
- Estações do ano dinâmicas
- 100 fabricantes e 450 carros no lançamento
- 72 Player no Modo Livre Online
- Compra de propriedades
- Modo Rebobinar e foto agora podem ser executados no modo online
- O jogo pode ser "Pausado" no modo Multijogador
- Editor de rotas mais amplo
- Game incluso no dia do lançamento no Xbox Game Pass
- Agora a versão Suprema do jogo dá acesso as duas expansões que serão lançadas futuramente
- Mais opção de vestimento do personagem
- Resolução 4K e HDR Nativa e uma opção de 60 fps no Xbox One X[7]
- Modo Crazy Taxi[8]

## Localizações conhecidas
Grã-Bretanha histórica
Regiões confirmadas
- Castelo de Edimburgo
- Escócia
- Edimburgo
- Cotswolds
- Lake District
- Galês Rural
- Terras Altas da Escócia
- Castelo Bamburgh

## Detalhes de terreno e clima
Primavera
- Tempo mais chuvoso, com tempestades e etc.
- Os níveis de água serão maiores em rios, lagos e riachos.
- Direção mais difícil em estradas de terra. Semelhante ao Spin Tires, mas em um nível menor.

Verão
- Melhor tempo para direção, mais seco e menos chuvas.
- Níveis mais baixos de água em rios, lagos e riachos.
- Estradas de terra serão mais secas e com mais seções de off-road típicas do Forza Horizon.
- Áreas mais acessíveis devido ao baixo nível da água.

Outono
- Mais semelhante à Primavera em termos de precipitação, mas com menos tempestades e com o clima mais nublado.
- Níveis mais altos de água em rios, riachos, e lagos.
- Estradas de terra não serão tão enlameadas, mas podem ficar durante a chuva.
- As árvores ficam vermelhas/amarelas.

Inverno
- Condições com neve e nubladas.
- A água será congelada e carros poderão ser conduzidos em cima dos rios, córregos e lagos.
- As estradas serão cobertas de neve e gelo.
- Áreas mais acessíveis devido à água congelada.

## Expansões e DLC
- Forza Horizon 4: Fortune Island Expansion (2018)[9]
- Forza Horizon 4: LEGO Speed Champions (2019)[10]

## Características do jogo
- Objetivo da campanha; Tornar-se uma estrela do Horizon, onde você escolhe o caminho a seguir para se tornar o melhor piloto do festival.
- Eventos de exibição, onde você corre contra motos, aviões, hovercrafts e etc guiadas por IA.
- Ambos o modo Single Player (Offline) e Co-op estão confirmados.
- Placas de perigo, zonas de drift e de velocidade continuam normalmente no jogo.
- Modo offline com Drivatars.
- Criador de rotas com modificação de estação, clima e hora personalizáveis que podem ser compartilhados com a comunidade.
- Itens de vestuário podem ser personalizados com uma gama enorme de opções.
- Os eventos podem mudar a cada estação.
- XP não é mais o fator de pontuação. Agora é baseado em habilidade.
- O modo Drone continua.
- Play Anywhere: Capacidade de jogar o mesmo jogo e progresso no Windows 10 e Xbox One para as versões digitais.[1]

## Recepção
Em 18 de janeiro de 2019, a Playground Games anunciou que havia atingido 7 milhões de usuários registrados após o lançamento da expansão Fortune Island Em junho de 2019, antes do lançamento da expansão Lego Speed Champions , a Playground Games anunciou que o jogo havia atingido 10 milhões de usuários Em agosto de 2019, foi anunciado que o jogo já havia superado o marco de 12 milhões de jogadores
Recepção da Crítica
O Forza Horizon 4 recebeu "aclamação universal" pela versão Xbox One, enquanto a versão para PC recebeu críticas "geralmente favoráveis", de acordo com o agregador de críticas Metacritic  A versão para o Xbox One é o título de Forza Horizon com a classificação mais alta e está empatada com Forza Motorsport e Forza Motorsport 3 como a entrada com a classificação mais alta na série Forza , com base nas pontuações do Metacritic. Além de também estar na lista dos 50 jogos mais bem avaliados da década de 2010
A IGN deu 9,6 e o chamou de "Uma experiência de condução deslumbrante, gratificante e auto-renovadora que eleva a barra de corrida do mundo aberto mais uma vez." A Gamespost deu uma nota positiva de 9/10 e diz que as mudanças significativas contribuem para uma dinâmica de direção inteligente e um senso de conquista mais consistente.
Já o site brasileiro Voxel, deu 97% de aprovação ao jogo e diz que o único defeito são os "pequenos deslizes no áudio"

## Características Técnicas
- Cross-save: O mesmo progresso pode ser acessado tanto pelo Xbox One como pelo Windows 10.
- Cross-play: Jogadores de Xbox One e Windows 10 podem jogar juntos os modos Online e Cooperativo.
- Salvamento do progresso em Nuvem.
- HDR10: Disponível no Xbox One S, Xbox One X e Windows 10 (Necessário TV ou Monitor Compatível com a tecnologia HDR)[1]

## Resolução[7]
| Plataforma      | Resolução                    | Taxa de Quadro | Xbox Game Pass       |
| --------------- | ---------------------------- | -------------- | -------------------- |
| Xbox One        | 1080p Full HD                | 30fps          | Muti-jogador e Coop  |
| Xbox One X      | 1080p Full HD ou 4K Ultra HD | 30 ou 60fps    | Multi-jogador e Coop |
| Windows 10      | 4K Ultra HD                  | Até 60fps      | Em nenhum modo       |
| Xbox Series S/X | 4K Ultra HD                  | Até 60fps      | multi-jogador e coop |

Nota: No Xbox One X é possível escolher entre 30FPS ou 60FPS. No Windows 10 a resolução e FPS podem variar conforme o hardware do computador.